# Gödör József
Gödörházi Gödör József (Szakony, 1796. december 18. – Szákszend, 1858. március 30.) evangélikus lelkész, esperes. 

## Élete
Apja Gödör György, evangélikus lelkész és esperes, anyja Németh Zsuzsanna. Iskolai tanulmányait 1809-ig  Sopronban folytatta, majd Pápán tanult tovább a kollégiumban, 1814-től visszakerül Sopronba, teológiai hallgatónak. 1816 őszétől Sárszentlőrincen a kisgimnázium professzorának helyettese 1817 februárjáig, 1817 májusától a jenai egyetem hallgatója. 1818. november 26-án bölcseleti doktorrá avatták, megkezdte munkáját az egyetemen, de néhány hónap múlva édesapja kívánságára hazatért.
Jénában megismerkedett a nagyherceg adótisztjének lányával, Eckhardt Emiliával, akivel egymásba szerettek. (Emília különböző források szerint Goethe unokahúga volt.) Esküvőjükre 1820. október 19-én, Győrben került sor, miután Gödör (részben Goethe közbenjárására) megszerezte Károly Ágosttól a nagyhercegi tanácsosi címet.
A család megélhetését biztosítandó, 1821-ben jelentkezett Szenden (ma Szákszend) az elhunyt evangélikus lelkész állására, amelyet meg is kapott. 1821. november 18-án megszületett lányuk, Matild, aki 1824 októberében meghalt. A gyermek halálát követően a házastársak elhidegültek egymástól, mígnem Emília 1826-ban elköltözött. A házasságot megmentendő, 1829-ben Alhón vállalt lelkészi állást, ahol örökbe fogadták Groszbauer Cecíliát, de Emíliával való kapcsolata nem javult. Alhón 1837-ig lelkész, innen 1838-ban szentgyörgyvölgyi birtokára költözött.
1838 februárjában ismét Szendre hívták, ahol haláláig maradt lelkész. Egyházmegyei pénztáros 1841 és 1849 között, 1853-ban esperesnek választották. 1856. augusztus 30-án tűzvész pusztított Szenden, amely elpusztította a templomot és a paplakot is. Gödör országos gyűjtést szervezett, nemzetközi kapcsolatait is latba vetette, mindaddig, amíg a romokból új templom, paplak és iskola épül. 
1858. március 30-án halt meg, egy gyors lefolyású tüdőgyulladásban, a megfeszített munka és a lakhely hiányában, egy dohos pincében való huzamos tartózkodás következtében. 

## Laura
1823 júniusában Gödör nyomtatott körlevelet küldött több gyakorlott írónak, melyben felvázolta azon ötletét, hogy egy szórakoztató lapot szeretne indítani, elsősorban művelt női olvasóknak. 1824 januárjában megjelent a Laura első példánya, amelyben Gödör mellett Edvi Illés Pál, Szakonyi Mátyás és Holéczy Mihály írásai jelentek meg. 1824 februárjában megjelent a Laura második száma, amelyben a fenti szerzőkön kívül még Kis József és Mozgay Sámuel művei is olvashatóak. 

A lap harmadik száma már nem jelent meg, nagy valószínűséggel a célközönség korabeli érdektelensége miatt. A Lauráról és Gödör munkásságáról gúnyos epigrammában emlékezett meg Vörösmarty Mihály: 
"Élve halál vagy már gödrök szörnyebbike, József, 

Két Laurát nyeltél, s most fuladozva hörögsz."

## A Kisfaludy Társaság népdalgyűjtése
Gödör élénken részt vett a Kisfaludy Társaság által meghirdetett népdal-szöveggyűjtésben, amelyet Erdélyi János vezetett. Az 1846-tól megjelenő három kötethez összesen 116 népdalt küldött be (az első kötethez 13-at, a másodikhoz 62-t, a harmadikhoz 41-et), ezekből Erdélyi összesen 13 népdalt válogatott be a kötetekbe. A Szenden gyűjtött népdalok mellett saját szerzemények is szerepeltek a kiadott kötetekben, amelyekben saját családi tragédiáját dolgozta fel.
A neki tulajdonítható művek: 
- I. kötet, 185. dal: "Nosza, felejtsük el bajunkat"[3]
- II. kötet, 413. dal: "Tust iszik a gazda kedves vendégeért"[4]
- II. kötet, 414. dal: "Szőlőtőke szőlőmagnak ez a jó levecskéje"[5]